# トマス・ロバート・マルサス
トマス・ロバート・マルサス（英語: Thomas Robert Malthus[ˈmælθəs]、1766年2月14日 - 1834年12月23日）は、イギリスの経済学者。古典派経済学を代表する経済学者で、過少消費説、有効需要論を唱えた人物として知られる。

## 来歴

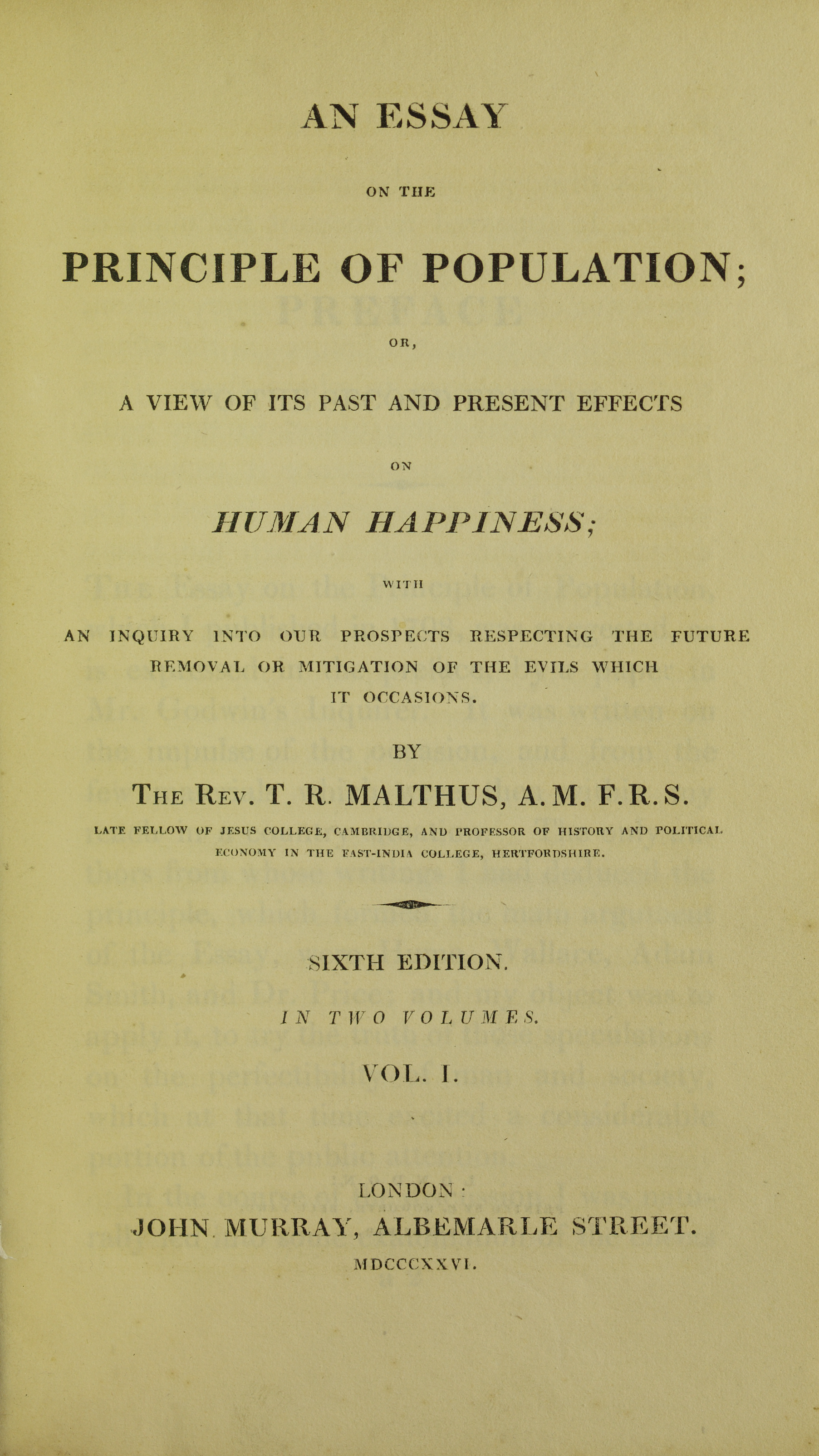
『人口論（Essay on the principle of population ）』、1826年版

イングランドのサリー州ウェストコットにダニエル・マルサスの第2子として生まれる。
父ダニエルは弁護士で植物学者で、啓蒙主義者であった。彼はジャン＝ジャック・ルソーやデイヴィッド・ヒュームと親交があり、マルサスの生年1766年に自宅にルソーとヒュームを招待している。Malthus の名前の由来はMalthouse （麦芽製造所）、つまりウィスキー工場とされている。
マルサスは家庭教師から指導を受け、また父からもきめ細かな教育を受けて育った。
1784年、18歳でケンブリッジ大学ジーザス・カレッジに入学。数学と文学を学ぶ。1788年に卒業した後、キリスト教執事を目指して勉学に励んだ。後に牧師職につき、マルサス師と呼ばれることとなる。
1793年、母校のケンブリッジ大学ジーザス・カレッジにて特別研究員となり、その間の1796年に『危機』を著した。出版はしなかったが、これが最初の著書となった。
1798年に匿名で小冊子の主著『人口論』を著し、この中で「幾何級数的に増加する人口と算術級数的に増加する食糧の差により人口過剰、すなわち貧困が発生する。これは必然であり、社会制度の改良では回避され得ない」とする見方(「マルサスの罠」)を提唱した。
1799年、マルサスはドイツ、スウェーデン、フィンランド、ロシアに滞在し、その国の人口を観測し、自説の補強に力を注いだ。そして、『人口論』第2版を1803年に出した。この版には政治経済に関する重要論文が追加されている。このようなマルサスの考え方を非難するものも多数いたが、一方名声も大きなものになり、産児制限で最貧困層を救おうとする考えを「マルサス主義」ともいわれるようになった。
経済学者として認知されるようになり、1805年には新しく設立された東インド会社付属学校（通称ヘイリーベリー・カレッジ）の政治経済学教授の職に付き、官僚の育成に当たっている。経済学の教授の任命は、イギリスでは初めてのものだった。
マルサスは、東インド会社カレッジの教授として終生務め、保養地のバースで没したのは1834年12月29日である。その間、『人口論』を改定するなど執筆活動を旺盛に行った。

## 思想・影響
マルサスの思想は、経済学のうえでは、人間理性の啓蒙による理想社会の実現を主張するウィリアム・ゴドウィンやニコラ・ド・コンドルセへの批判とも位置づけられる。
『人口論』は次のような命題につながる。人口の抑制をしなかった場合、食糧不足で餓死に至ることもあるが、それは人間自身の責任でありこれらの人に生存権が与えられなくなるのは当然のことである。戦争、貧困、飢饉は人口抑制のためによい。これらの人を社会は救済できないし、救済すべきでないとマルサスは考えた。これらマルサスによる生存権の否定は、ジャーナリストのウィリアム・コベットなどから人道に反すると批判を受けた。
人口を統計学的に考察した結果、「予防的抑制」と「抑圧的抑制」の二つの制御装置の考え方に到ったが、この思想は後のチャールズ・ダーウィンの進化論を強力に支える思想となった。特に自然淘汰に関する考察に少なからず影響を与えている。すなわち、人類は叡智があり、血みどろの生存競争を回避しようとするが、動植物の世界にはこれがない。よってマルサスの人口論のとおりの自然淘汰が動植物の世界には起きる。そのため、生存競争において有利な個体差をもったものが生き残り、子孫は有利な変異を受け継いだとダーウィンは結論したのである。
またマルサスは救貧法について、貧者に人口増加のインセンティブを与えるものであり、貧者を貧困にとどめておく効果があるとし、漸進的に廃止すべきであると主張していた。
ジョン・メイナード・ケインズはマルサスについて「もしリカードではなくマルサスが19世紀の経済学の根幹をなしていたなら、今日の世界ははるかに賢明で、富裕な場所になっていたに違いない。ロバート・マルサスは、ケンブリッジ学派の始祖である」と評価している。
マルサスの罠はハーバー・ボッシュ法による窒素の化学肥料の誕生や過リン酸石灰によるリンの化学肥料の誕生により克服された。

## 著作
- 1798年 - 小冊子『人口論』を匿名で刊行。
- 1810年 - 『不換紙幣に関する論考』
- 1814年 - 『小麦法の効果についての考察』
- 1815年 - 『地代の性質と増加についての調査』
- 1820年 - 『経済学原理 』:デヴィッド・リカードの経済説への反論。（小林時三郎訳注、岩波文庫上下）

日本語訳書
- 『マルサス北欧旅行日記』（小林時三郎、西沢保訳、未來社、2002年）
- 『マルサス学会年報』〈マルサス学会編、1991年-2006年度版、2008年10月刊行、雄松堂出版〉15冊